# Якановые
Яка́новые (лат. Jacanidae) — семейство птиц из отряда ржанкообразных (Charadriiformes). Содержит восемь видов в шести родах.
Якановые являются водными птицами и встречаются в тропических и субтропических регионах. Живут они, как правило, у озёр и прочих спокойных водоёмов. Некоторые виды имеют нарост на лбу. Ноги у якановых особенно длинные в соотношении с телом. Из-за удлинённых пальцев и когтей их вес распределяется на бо́льшую площадь, что позволяет им шагать по плавающим в воде листьям. За исключением малой яканы все они не очень хорошо умеют летать, но могут хорошо плавать и нырять. Пищу якановых составляют насекомые, моллюски и семена водных растений.
Свои гнёзда якановые строят из растений, непрочно сложенных друг на друга. В насиживании яиц и воспитании птенцов принимает участие только самец, который по величине меньше самки. Самка после откладывания яиц пытается привлечь других самцов и защищает свою территорию. На протяжении брачного сезона самка спаривается с несколькими самцами. Птенцы покидают гнездо скоро после вылупления. Случается, что птенцы падают с листьев в воду. Тогда отец их вылавливает, сушит и греет под своим крылом. Если грозит опасность, самец также прячет птенцов под своими крыльями и пытается покинуть опасное место. Из-под крыльев можно видеть высовывающиеся ноги птенцов.

## Роды и виды
В состав семейства включают восемь видов в шести родах:
- Actophilornis
  - Actophilornis africanus — Африканская якана
  - Actophilornis albinucha — Мадагаскарская якана
- Irediparra — Гребенчатые яканы
  - Irediparra gallinacea — Гребенчатая якана
- Jacana — Желтолобые яканы
  - Jacana spinosa — Желтолобая якана
  - Jacana jacana — Южноамериканская якана
- Hydrophasianus Wagler, 1832 — Водяные фазанчики, или фазанохвостые яканы
  - Hydrophasianus chirurgus — Водяной фазанчик, или фазанохвостая якана
- Metopidius — Индийские яканы
  - Metopidius indicus (Latham, 1790) — Индийская якана, или бронзовокрылая якана
- Microparra — Малые яканы
  - Microparra capensis — Малая якана